# Jędrzychów (województwo opolskie)
Jędrzychów (niem. Heidersdorf, na mapach z 1707 Heydersdorf) – wieś w Polsce położona w województwie opolskim, w powiecie nyskim, w gminie Nysa.
Jędrzychów jest sołectwem w gminie Nysa.
W latach 1975–1998 miejscowość administracyjnie należała do ówczesnego województwa opolskiego.

## Zabytki
Do wojewódzkiego rejestru zabytków wpisana jest:
- zagroda nr 18, z poł. XIX w.:
  - dom
  - spichrz
  - ogrodzenie z bramą i furtą.

## Turystyka
15 lipca 2010, w ramach organizowanego w Prudniku VI Europejskiego Tygodnia Turystyki Rowerowej, w którym wzięli udział rowerzyści z całej Europy, przez Jędrzychów prowadziła trasa „Szlakiem błogosławionej Marii Luizy Merkert”.

## Znane osoby pochodzące z miejscowości
- Paweł Dytko – kierowca rajdowy.